# بوراک اوچا
بوراک اوچا (انگلیسی: Burak Uça؛ زادهٔ ۸ دسامبر ۱۹۸۹) بازیکن فوتبال اهل ترکیه است.
از باشگاه‌هایی که در آن بازی کرده‌است می‌توان به باشگاه ورزشی گوزتپه، باشگاه فوتبال آلتای اسپور، و باشگاه فوتبال آلانیا اسپور اشاره کرد.